# Catedral de San Bartolomé Apóstol (Avezzano)
La Catedral de San Bartolomé Apóstol o simplemente Catedral de Avezzano (en italiano: Cattedrale di S. Bartolomeo Apostolo) Es una catedral católica dedicada a San Bartolomé el apóstol en Avezzano, Abruzzo, Italia. Ha habido iglesias en el sitio desde el siglo XI pero los terremotos las han destruido repetidamente; La catedral actual data de una reconstrucción después del gran terremoto de 1915.
Desde 1924 la catedral ha sido la sede episcopal de la diócesis de Avezzano, en sustitución de la antigua diócesis de Marsi y su sede episcopal en la catedral de Pescina, que ha sido desde entonces una co-catedral en la nueva diócesis. Se trata de uno de los mayores templos cristianos en la región de Abruzzo y una de las mayores catedrales en el centro de Italia.

## Véase también

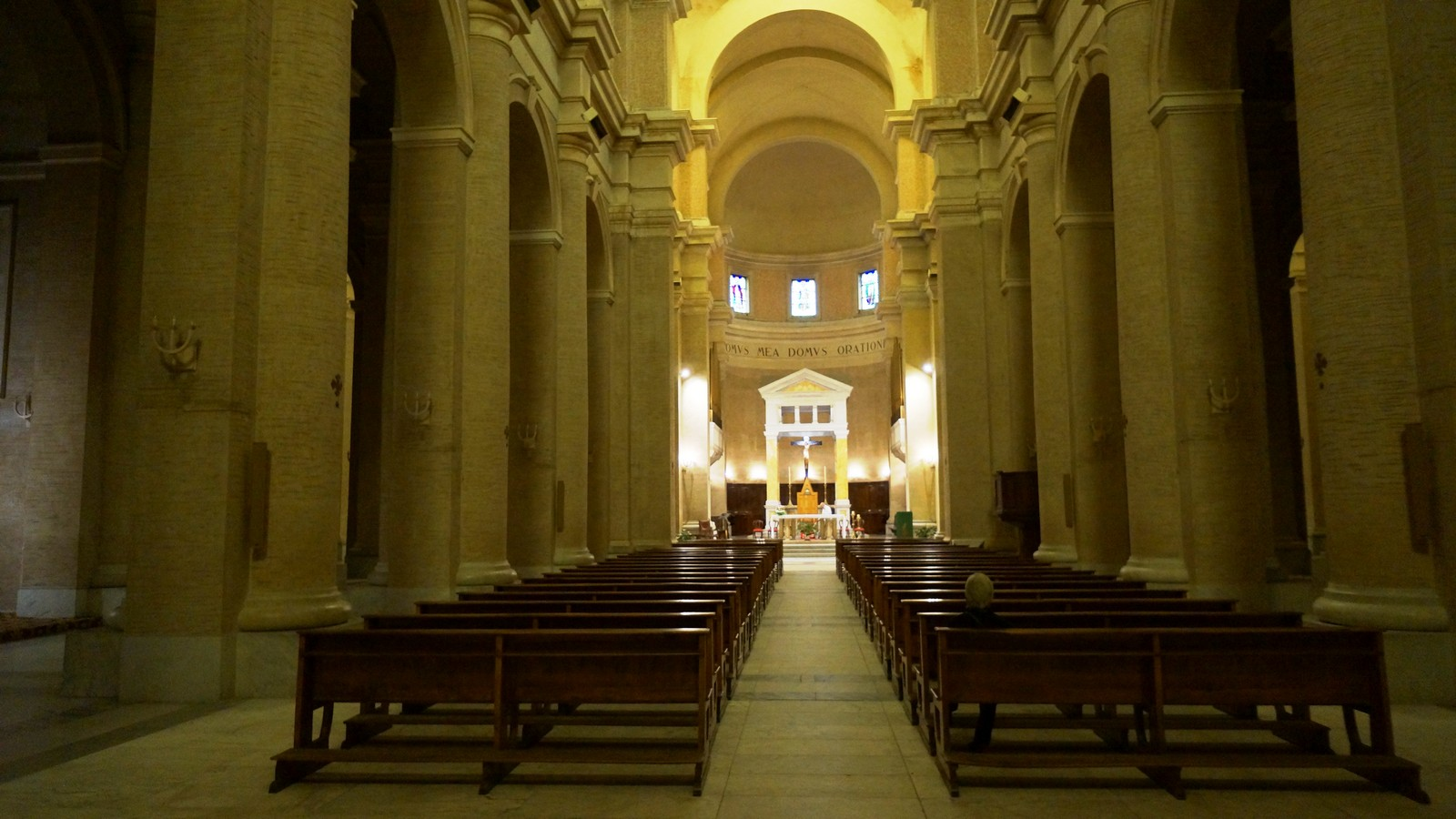
Vista interna